# Jacopo Segre
Jacopo Segre (Turín, Italia, 17 de febrero de 1997) es un futbolista italiano que juega como centrocampista en el Palermo F. C. de la Serie B de Italia.

## Trayectoria deportiva

### Piacenza
El 18 de julio de 2016, Segre fue cedido al Piacenza de la Serie C por una temporada. El 7 de noviembre hizo su debut profesional con el Piacenza en la Serie C como suplente sustituyendo a Luca Matteassi en el minuto 91 de la victoria por 3-1 en casa sobre el Como. El 23 de diciembre marcó su primer gol profesional, como suplente, en el minuto 83 en la derrota en casa por 2-1 ante Lucchese. Una semana más tarde jugó su primer partido completo con el Piacenza en el empate 1-1 a domicilio contra el Lupa Roma. El 4 de abril de 2017, Segre anotó su segundo gol para el equipo en el minuto 90 en la derrota a domicilio por 3-2 contra Giana Erminio. Segre terminó su cesión al Piacenza con solo 11 apariciones y 2 goles.
El 3 de agosto de 2017, Segre regresó a Piacenza en condición de préstamo por una temporada. El 10 de septiembre disputó su primer partido de la nueva temporada con el Piacenza como suplente en sustitución de Alex Pederzoli después de sólo 4 minutos del empate 1-1 ante el Olbia. El 27 de octubre jugó su primer partido completo de la temporada con el Piacenza en el empate 0-0 en casa contra el Pisa. El 8 de noviembre, Segre anotó su primer gol en el minuto 11 en la derrota fuera de casa por 4-3 contra Giana Erminio. Cuatro días después, anotó su segundo gol consecutivo en el minuto 18 del empate 1-1 en casa contra el Carrarese. El 21 de abril de 2018, Segre anotó su tercer gol en el minuto 80 en la victoria en casa por 2-0 sobre el Pro Piacenza. Segre terminó su segundo préstamo al Piacenza con 36 apariciones, 3 goles y 1 asistencia.

### Venezia
El 5 de julio de 2018, Segre fue cedido al Venezia de la Serie B por una temporada. El 5 de agosto debutó con el Venezia como suplente sustituyendo a Andrea Schiavone en el minuto 81 de la derrota en casa por 1-0 ante el Südtirol en la segunda ronda de la Copa Italia. El 22 de septiembre debutó en la Serie B con el Venezia como suplente en el minuto 75 en sustitución a Sergiu Suciu en la derrota por 2-1 como visitante ante el Lecce. El 6 de octubre, Segre jugó su primer partido como titular, derrota por 1-0 ante el Perugia, fue reemplazado por Davide Marsura en el minuto 85. El 26 de octubre, marcó su primer gol en la Serie B con el Venezia, como suplente, en el minuto 59 del empate 1-1 ante el Palermo. Cuatro días más tarde jugó su primer partido completo con el Venezia, en la victoria por 1-0 sobre Cremonese. El 27 de enero de 2019, Segre anotó su segundo gol en el minuto 5 de la victoria en casa por 2-1 sobre Padova. Un mes después, anotó su tercero en el minuto 38 de la derrota en casa por 3-2 ante el Perugia. Segre finalizó su cesión a Venezia con 31 apariciones, 3 goles y 1 asistencia.

### ChievoVerona
El 23 de agosto de 2019, Segre fue cedido al ChievoVerona de la Serie B por una temporada con opción de compra. El 25 de agosto debutó con el ChievoVerona como suplente sustituyendo a Manuel Pucciarelli en el minuto 58 de la derrota por 2-1 ante el Perugia. Cinco días después, el 30 de agosto, jugó su primer partido completo con el club en el empate 1-1 en casa contra el Empoli. El 21 de septiembre, Segre anotó su primer gol para el club en el minuto 69 del empate 2-2 en casa contra el Pisa. El 5 de octubre marcó su segundo gol en el minuto 89 de la victoria por 4-3 sobre el Livorno. Segre terminó su préstamo de toda la temporada con el ChievoVerona hizo 40 apariciones, 37 de ellas como titular, 4 goles y 4 asistencias, también ayudó al club a alcanzar las semifinales de los play-offs, sin embargo, el Chievo perdió 3-3 en el global contra Spezia.

## Estadísticas

### Clubes
| Club                  | Temporada      | Liga           | Liga  | Liga  | Copa  | Copa  | Europa | Europa | Otros | Otros | Total | Total |
| Club                  | Temporada      | División       | Part. | Goles | Part. | Goles | Part.  | Goles  | Part. | Goles | Part. | Goles |
| --------------------- | -------------- | -------------- | ----- | ----- | ----- | ----- | ------ | ------ | ----- | ----- | ----- | ----- |
| Piacenza (cesión)     | 2016-17        | Serie C        | 11    | 2     | 0     | 0     | —      | —      | —     | —     | 11    | 2     |
| Piacenza (cesión)     | 2017-18        | Serie C        | 32    | 3     | 0     | 0     | —      | —      | 4     | 0     | 36    | 3     |
| Total Piacenza        | Total Piacenza | Total Piacenza | 43    | 5     | 0     | 0     | —      | —      | 4     | 0     | 47    | 5     |
| Venezia (cesión)      | 2018-19        | Serie B        | 29    | 3     | 1     | 0     | —      | —      | 1     | 0     | 31    | 3     |
| ChievoVerona (cesión) | 2019-20        | Serie B        | 37    | 3     | 0     | 0     | —      | —      | 3     | 1     | 40    | 3     |
| Total carrera         | Total carrera  | Total carrera  | 109   | 11    | 1     | 0     | —      | —      | 8     | 1     | 118   | 12    |

1. ↑  Todas las apariciones en el play-off de la Serie C.
2. ↑  Todas las apariciones en el play-out de la Serie B.
3. ↑  Todas las apariciones en el play-off de la Serie B.